# 金聖道
金 聖道（キム・ソンド、김성도、1882年 - 1944年4月1日）は、平壌一帯で活動した女性宗教指導者。聖主教の創始者。

## 宗教活動
1923年に「入神」状態でイエスと会って会話を交したと主張し、「直通啓示」を掲げた。「原罪は知恵の樹の実を食べたことから来たのではなく、淫乱が堕落の動機だった」と最初に主張したと伝えられる。この、サタンとの淫らな関係で堕落したエバの汚れた血が子孫（人間）につながったため、堕落した子孫は罪のない救世主の純潔な血を受けなければ救われない、という理論がいわゆる「血分け」である。
金聖道の主張は丁得恩と金百文（イスラエル修道院の創始者）に大きな影響を与え、天父教の朴泰善と統一教の文鮮明などにもつながる。
日帝神社参拝に反対し、1944年4月1日に激しい拷問の末に61歳で死亡した。